# Kennewick-Mann
Kennewick-Mann (Kennewick Man) ist die Bezeichnung für einen Knochenfund, der am 28. Juli 1996 am Ufer des Columbia Rivers im Süden des US-Bundesstaates Washington in der Nähe der Stadt Kennewick entdeckt wurde. Die Knochen wurden mit der Radiokohlenstoffdatierung auf 7300 v. Chr. (8410 ± 60 uncal. BP) datiert, besaßen jedoch morphologische Merkmale, die nicht mit denen der indianischen Überreste der Epoche übereinzustimmen schienen. Genetische Untersuchungen wurden erst 2015 veröffentlicht: Sie ergaben, dass der Kennewick-Mann eindeutig indianischer Herkunft und nahe verwandt mit den Vorfahren jener Völker war, die bis heute in der Region um dessen Fundort leben.

## Fundumstände und Untersuchungen
Am Rand einer Wassersportveranstaltung fand ein Zuschauer einen Schädel in einem Uferbereich des Columbia Rivers, der dem US Army Corps of Engineers unterstellt ist. Der Gerichtsmediziner rief den Anthropologen James C. Chatters der Central Washington University hinzu, der mit Helfern zwischen dem 28. Juli und dem 29. August 1996 in einem Bereich von nur gut 20 m Uferstrecke im Schlamm etwa 350 Knochen und Knochenteile bergen konnte, die zusammen ein nahezu vollständiges Skelett ergaben. Alle langen Knochen lagen in unmittelbarer Nähe des Schädels. Nach dem ersten Augenschein konnte es sich um einen modernen Menschen europäischer Herkunft und damit ein mögliches Verbrechensopfer handeln, allerdings wurde schnell eine abgebrochene Speerspitze aus Stein in einem Beckenknochen steckend gefunden, wie sie für die Archaische Periode typisch ist. Deshalb wurde eine Datierung mittels der Radiokohlenstoffmethode in Auftrag gegeben. Sie ergab ein Alter der Knochen von 8370 ± 60 uncalibrierten Kohlenstoffjahren Before Present.
Das Corps of Engineers stufte den Fund daher als indianisch ein. Nach dem Native American Graves Protection and Repatriation Act von 1990 müssen alle im Bundesbesitz befindlichen Körperteile und Kultgegenstände von Indianern an ihre Nachfahren übergeben werden, damit sie entsprechend ihrer Kultur bestattet werden können. Das Corps of Engineers stoppte alle laufenden Tests und beschloss, die Knochen fünf örtlichen Indianervölkern zur Bestattung zu übertragen. Acht Archäologen verschiedener Universitäten erhoben Klagen gegen das Corps of Engineers, weil die Knochen zu alt wären, als dass es sich um einen Vorfahren der fünf heute in der Region ansässigen Völker handeln könne, und erreichten eine einstweilige Verfügung, nach der die Untersuchungen weitergehen durften.
Chatters leitete die umfangreichen Tests, die verschiedene Fachrichtungen, Institute und Einrichtungen umfassten. Der Fundort wurde auf seine Stratigraphie und Geologie untersucht und das Skelett anhand verschiedener Merkmale mit heutigen Bevölkerungsgruppen verglichen. Die Altersbestimmung der Knochen wurde mit archäologischen Methoden verfeinert und ergab nach Korrekturen und Kalibrierung ein Alter von 9330–9580 BP Jahren.
Missverständnisse ergaben sich, weil der Anthropologe Chatters die Morphologie des Kennewick-Manns als „caucasoid-like“ bezeichnete, was einen Fachbegriff der forensischen Anthropologie darstellt, der Begriff in den Medien jedoch als „caucasoid“ (kaukasisch) im Sinne der Rassenzuordnung in der US-Bevölkerungsstatistik und damit als europäischer Herkunft verstanden wurde. Deshalb wurde der Kennewick-Mann zum Auslöser einer Diskussion über die Abstammung der Indianer und die Geschichte der Besiedlung Amerikas.
Nähere Untersuchungen kamen zum Ergebnis, dass der Kennewick-Mann etwa 1,73 m groß, zwischen 70 und 75 kg schwer gewesen sein müsse und bei seinem Tod etwa 40 bis 45 Jahre alt. Das Erscheinungsbild seines Skeletts wies Merkmale verschiedener heutiger Bevölkerungsgruppen auf. Es gab Merkmale, die denen der Ainu, der japanischen Ureinwohner, am nächsten verwandt waren, andere deuteten auf Indianer des amerikanischen Südwestens, etwa in Arizona hin. Der Versuch einer Rekonstruktion des Gesichts anhand des Schädelknochens ergab erstaunliche Ähnlichkeiten mit dem englischen Schauspieler Patrick Stewart, was wieder zu Spekulationen über die Herkunft führte.
Das Skelett wies verschiedene Verletzungen auf. Seit langem verheilt war ein Bruch des linken Unterarms, der allerdings zu einer dauerhaft eingeschränkten Beweglichkeit des Ellenbogengelenks geführt haben muss. Die steinerne Speerspitze mit einer Größe von 79 mm im Beckenknochen war auch eine ältere Verletzung. Das Bruchstück war von neugebildetem Gewebe abgekapselt, der Knochen verheilt. Allerdings gibt es Hinweise, dass daraus eine chronische Entzündung erwachsen ist, die den Mann noch bis zu seinem Tod beim Gehen beeinträchtigt haben könnte. Mindestens sieben Rippen waren aufgrund eines flächigen Stoßes von vorne gebrochen, die Verletzung kann eine akute Entzündung ausgelöst haben. Als Todesursache wurde deshalb entweder eine Komplikation der chronischen Entzündung, eine akute Entzündung oder die Folgen der Verletzung des Oberkörpers angenommen.
Das Skelett wurde bis zum Abschluss der juristischen Auseinandersetzungen im Burke Museum in Seattle aufbewahrt. Am 17. Februar 2017 wurden die Knochen im Becken des Columbia Rivers beigesetzt.

## Ethnische Zuordnung
Lange Zeit galt die Clovis-Kultur als erste amerikanische Kulturstufe, und die heutigen Indigenen Völker galten als Nachkommen jener Menschen, die während der letzten Eiszeit über die Beringstraße nach und nach einwanderten. Neben anderen Funden in Südamerika und Mittelamerika war es vor allem der Kennewick-Fund, der partiell einen Paradigmenwechsel in der Besiedlungsdebatte des amerikanischen Kontinents eingeleitet hat.
Morphologische Merkmale ließen darauf schließen, dass der Kennewick-Mann mit den Ainu, den japanischen Ureinwohnern, verwandt war. Daher wurde über eine gesonderte Einwanderungswelle über die Beringstraße oder über das Beringmeer spekuliert. Die erstmalige Auswertung genetischer Analysen des Knochenmaterials ergaben aber Mitte 2015, dass der Kennewick-Mann eindeutig näher mit den Indianern Nordamerikas verwandt ist als mit irgendeiner anderen Menschengruppe. Die größte Übereinstimmung hat seine DNA mit der der Confederated Tribes of the Colville Reservation. Er wird im Allgemeinen als herumziehender Jäger gesehen; die steinerne Speerspitze und andere Verletzungen weisen auf Auseinandersetzungen hin.

## Streit um die Rechte
Neben neuen wissenschaftlichen Thesen stieß der Fund auch Auseinandersetzungen zum Umgang mit den sterblichen Überresten an. So klagten die heutigen Bewohner des Gebiets, die Yakama, Umatilla, Nez Percé und Colville vor Gericht, weil sie den als ihren Vorfahren reklamierten Mann beisetzen wollten. Die rechtliche Grundlage dafür bietet seit 1990 ein Gesetz (Native American Graves Protection and Repatriation Act; Abkürzung NAGPRA), in dem die Rückgabe von kulturellen Hinterlassenschaften der Indianer Nordamerikas an ihre Nachfahren geregelt wird. Verschiedene Anthropologen, darunter Grover Krantz, vertraten die Ansicht, dass die Überreste nicht durch die NAGPRA geschützt seien, da sie aufgrund anatomischer Unterschiede nicht als Vorfahren der heutigen Indianer gelten könnten. Der Rechtsstreit war 2010 noch nicht zu einer Klärung gelangt, da die Modifikation eines Paragraphen im NAGPRA-Gesetz erneut aufgeschoben wurde.
Das Gleiche gilt für den etwa von 8600 v. Chr. stammenden Fund aus Nevada, der als Spirit-Cave-Mann bezeichnet wird. Schließlich gehört das als Buhl Woman (nach Buhl in Idaho) bezeichnete weibliche Skelett in diese Reihe, das sogar über 10.000 Jahre alt ist, aber für die First Nations typische Züge aufweist. Es wurde nach der wissenschaftlichen Analyse beigesetzt.
2010 sagte die Regierung zu, alle menschlichen Überreste – von insgesamt etwa 40.000 Individuen – an die Stämme zurückzugeben. Die Bestimmungen beziehen sich dabei nicht mehr auf den Nachweis einer genetischen Verwandtschaft, sondern nur noch darauf, auf welchem Stammesgebiet die Funde gemacht wurden.
Nach den genetischen Analysen beantragten 2016 die fünf mit der Region verbundenen Völker Yakama, Wanapum, Umatilla, Colville und Nez Percé die Herausgabe für eine traditionelle Beerdigung. Die Übergabe und sofortige Beisetzung fanden am 17. Februar 2017 an einem nicht veröffentlichten Ort auf dem Columbia Plateau statt.